# Новый Роздол
Но́вый Роздо́л (укр. Нови́й Розді́л) — город в Стрыйском районе Львовской области Украины, расположен неподалёку от реки Днестр. Административный центр Новороздольской городской общины. Основан в 1952 году в связи с развитием добычи серы.

## Географическое положение
Город расположен на левобережном днестровском склоне на высоте 290 м над уровнем моря, на стыке Ополья и Предкарпатского прогиба. Через Новый Роздол проходит шоссейная дорога Николаев — Ходоров. Расстояние до города Львов — 54 км, до города Николаев — 19 км, до города Ходоров — 18 км, города Жидачов — 27 км.

## Климат
Климат умеренный. Средняя годовая температура — +7,6 °C, температура июля — +18 °C. Среднегодовое количество осадков за последние 50 лет — 683 мм, высота снежного покрова зимой — 10-12 см, его длительность — 60-80 суток. Ветры преимущественно западных и юго—западных направлений, атмосферное давление — 725—740 мм ртутного столба.

## История

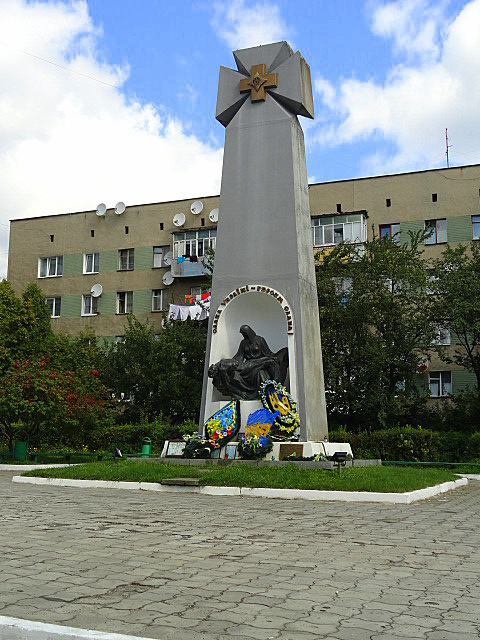
Памятный крест борцам за свободу Украины в городе Новый Роздол

Территория, на которой был основан Новый Роздол, до 1952 года была занята полями и сенокосами. Геологи обнаружили здесь месторождение серы — одно из наибольших в Европе. Самородная сера Предкарпатского серного района принадлежит к осадочному типу. Она залегает под поверхностью почвы на глубине 35 — 130 м, что создаёт выгодные условия для добычи серы карьерным способом, экономическая эффективность которого в 4-6 раз выше, чем шахтного. Средняя толщина сероносных пластов — 13 м, максимальная — около 30 метров. Ввиду того, что сера является стратегическим сырьём для химической и военной промышленности, в 1952 году Министерство химической промышленности СССР приняло решение о строительстве большого серного комбината и рабочего посёлка для расселения строителей и эксплуатационников комбината.
Уже в 1959 году Указом Президиума Верховного Совета УССР Новый Роздол был отнесён к категории поселков городского типа. В 1960 году Совет Министров СССР Постановлением № 315 принял решение об удвоении мощности Роздольского горно-химического комбината, а 24 июня 1963 года Госплан СССР принял решение о последующем увеличении мощности производства.
В 1965 году Новый Роздол был отнесён к категории городов районного значения.
В январе 1989 года численность населения составляла 29 159 человек, в это время основой экономики являлась добыча серы, крупнейшими предприятиями были Роздольское ПО «Сера» и завод «Сигнал».
В мае 1995 года Кабинет министров Украины утвердил решение о приватизации находившихся в городе завода «Сигнал», авторемонтного предприятия «Автосервис» и строительного управления.
В декабре 2002 года Новый Роздол получил статус города областного значения.

## Население
По данным переписи 2001 года, украинцы составляли 96,74 % населения города, русские — 2,72 %.

### Языковой состав
Родной язык населения по данным переписи 2001 года:
| Язык       | Численность, чел. | Доля     |
| ---------- | ----------------- | -------- |
| Украинский | 27 718            | 97,36 %  |
| Русский    | 699               | 2,46 %   |
| Другое     | 54                | 0,18 %   |
| Итого      | 28 471            | 100,00 % |

Украинский язык является основным и единственным официальным языком города.

## Экономика
После обретения Украиной независимости Новороздольское предприятие химической промышленности уменьшило, а через несколько лет полностью прекратило производство основной продукции.
В городе сохранились предприятия химической, пищевой и легкой промышленности, машиностроения и металлообработки, производства строительных материалов и строительные компании. Важным фактором развития экономики города стало мелкое частное предпринимательство, в котором занято около 1000 человек. Важным и стабилизирующим для социально-экономической сферы города фактором остаются бюджетные учреждения — учреждения образования, здравоохранения, культуры, дошкольные заведения.

## Транспорт
- железнодорожная станция Николаев-Днестровский[3] Львовской железной дороги.

Железнодорожная линия Ходоров — Новый Роздол, построенная в 1958 году, обеспечивает грузовые железнодорожные перевозки. Прямое автомобильное соединение связывает Новый Роздол с областным центром, другими населенными пунктами Львовской, Тернопольской, Ивано-Франковской, Волынской областей и с Польшей.

## Криминогенная ситуация
Новый Роздол является одним из самых криминальных городов Львовской области. Это связано с историей города, так как в 1952 году, когда строили город, на работу в местное предприятия «Сирка» направляли в большинстве бывших заключённых.

## Уроженцы
- Украинская журналистка, международный обозреватель — Диана Матвиив
- Политический и общественный деятель — Доротич, Сергей Иванович.
- Украинская телеведущая, журналистка и модель — Фреймут, Ольга Михайловна.
- Украинский телеведущий и актёр, Заслуженный артист Украины — Горбунов, Юрий Николаевич
- Народный депутат Украины Андрей Фёдорович Антонищак
- Кузьменко, Андрей Викторович, вокалист группы «Скрябiн».